# Drosophila aplophallata
Drosophila aplophallata är en tvåvingeart som beskrevs av Zhang och Masanori Joseph Toda 1995. Drosophila aplophallata ingår i släktet Drosophila och familjen daggflugor.
Artens utbredningsområde är Filippinerna.